# Aymard Nicolaÿ
Emard Nicolaï, Aimar Nicolaÿ
Aymard Nicolaÿ (présent également sous les graphies suivantes : Emard Nicolaï, Nicolay ou encore Nicollay), né vers 1490 à Saint-Andéol dans l'Isère et mort en septembre 1553 à Paris, est un homme politique parisien sous la maison de Valois Angoulême, sous le règne des rois François Ier à Henri II. Il est président de la chambre des comptes de Paris de 1518 à 1553.

## Biographie
Aymard Nicolaÿ est le fils de Jean II de Nicolaÿ, seigneur de Saint-Victor-la-Coste et co-seigneur de Saint-Marcel avec Claire de Vesc, fille de Claude de Vesc, seigneur de Montjoux dans le Dauphiné. Son père est également ministre sous Charles VIII.
Il reprend la charge de premier président de la chambre des comptes de Paris après la résignation de son père en 1518. Il est pourvu à cette fonction le 18 mars 1518 et l'occupe jusqu'à sa mort en 1553. En 1539, il représente le roi aux États du Languedoc à Béziers avant d'être confirmé commissaire du roi pour ces mêmes États en 1547.

## Famille

### Descendance
Il épouse en premières noces, Renée Morault, dame du Sault, fille de Michel Morault, seigneur du Puyaveau en Poitou en 1509. Elle décède de 1519, et n'a aucune postérité avec elle. Le 15 septembre 1520, il épouse Anne Baillet, dame de Goussainville, fille de Thibault Baillet, seigneur de Sceaux et président du parlement de Paris. De cette dernière, il a plusieurs enfants, dont : 
1. Antoine Ier de Nicolaÿ (c. 1526 - 5 mai 1587), chevalier, seigneur d’Orville, Presles, Louvres et Goussainville, co-seigneur de Saint-Marcel en Ardèche, conseiller au Châtelet. Il est également conseiller de Catherine de Médicis puis commissaire aux comptes sous Charles IX. Il épouse Jeanne Luillier de Boullancourt le 2 janvier 1551, avec postérité ;
2. Denis Nicolaÿ (né en 1528), sans alliance ni postérité ;
3. Thibaud Nicolaÿ (18 janvier 1538 - décembre 1562), seigneur de Burnonville, conseiller au parlement de Paris en 1561. Il épouse Catherine Luillier le 11 janvier 1560 Catherine Luillier, dame de Nantouillet, avec postérité ;
4. Jeanne Nicolaÿ (morte le 17 janvier 1576), elle épouse le 13 septembre 1567, Jean II du Tillet, seigneur de La Bussière et greffier civil de la cour du parlement de Paris, avec postérité ;
5. Anne Nicolaÿ, sans alliance ni postérité ;
6. Renée Nicolaÿ (morte après 1585), elle épouse en premières noces Dreux Hennequin, seigneur d'Assy, le 7 septembre 1536 puis en secondes noces, Jean Luillier, seigneur de Boulancourt, avec postérités[6],[7] ;
7. François Nicolaÿ (né en 1546), sans alliance ni postérité ;
8. Pierre Nicolaÿ (né en 1550), sans alliance ni postérité ;
9. Jean Nicolaÿ (né en 1544), sans alliance ni postérité.